# Philip Zialor
Philip Zialor (sinh ngày 6 tháng 9 năm 1976) là một cầu thủ bóng đá người Seychelles. Anh thi đấu ở vị trí tiền đạo tại Đội tuyển bóng đá quốc gia Seychelles.
Zialor ghi 2 trong 4 bàn của đội tuyển tại vòng loại World Cup 2010. Trong sự nghiệp, anh ghi 11 bàn trong 31 trận thi đấu.